# Павловский сельсовет (Лебедянский район)
Павловский сельсове́т — упразднённое муниципальное образование в Лебедянском районе Липецкой области. 
Административный центр — село Павловское.

## История
В соответствии с законами Липецкой области №114-оз от 02.07.2004 и №126-оз от 23.09.2004 Павловский сельсовет наделён статусом сельского поселения, установлены границы муниципального образования.
1 октября 2017 года Павловский сельсовет был включён в состав Куйманского сельсовета.

## Население
| 2010 | 2012 | 2013 | 2014 | 2015 | 2016 | 2017 |
| ---- | ---- | ---- | ---- | ---- | ---- | ---- |
| 383  | ↘360 | ↘353 | ↗376 | ↘369 | ↗376 | ↘325 |
| 2018 |      |      |      |      |      |      |
| ↘270 |      |      |      |      |      |      |

## Состав сельского поселения
| № | Населённый пункт | Тип населённого пункта       | Население |
| - | ---------------- | ---------------------------- | --------- |
| 1 | Грязновка        | село                         | 264       |
| 2 | Павловское       | село, административный центр | 119       |